# Michael Caine-filmográfia

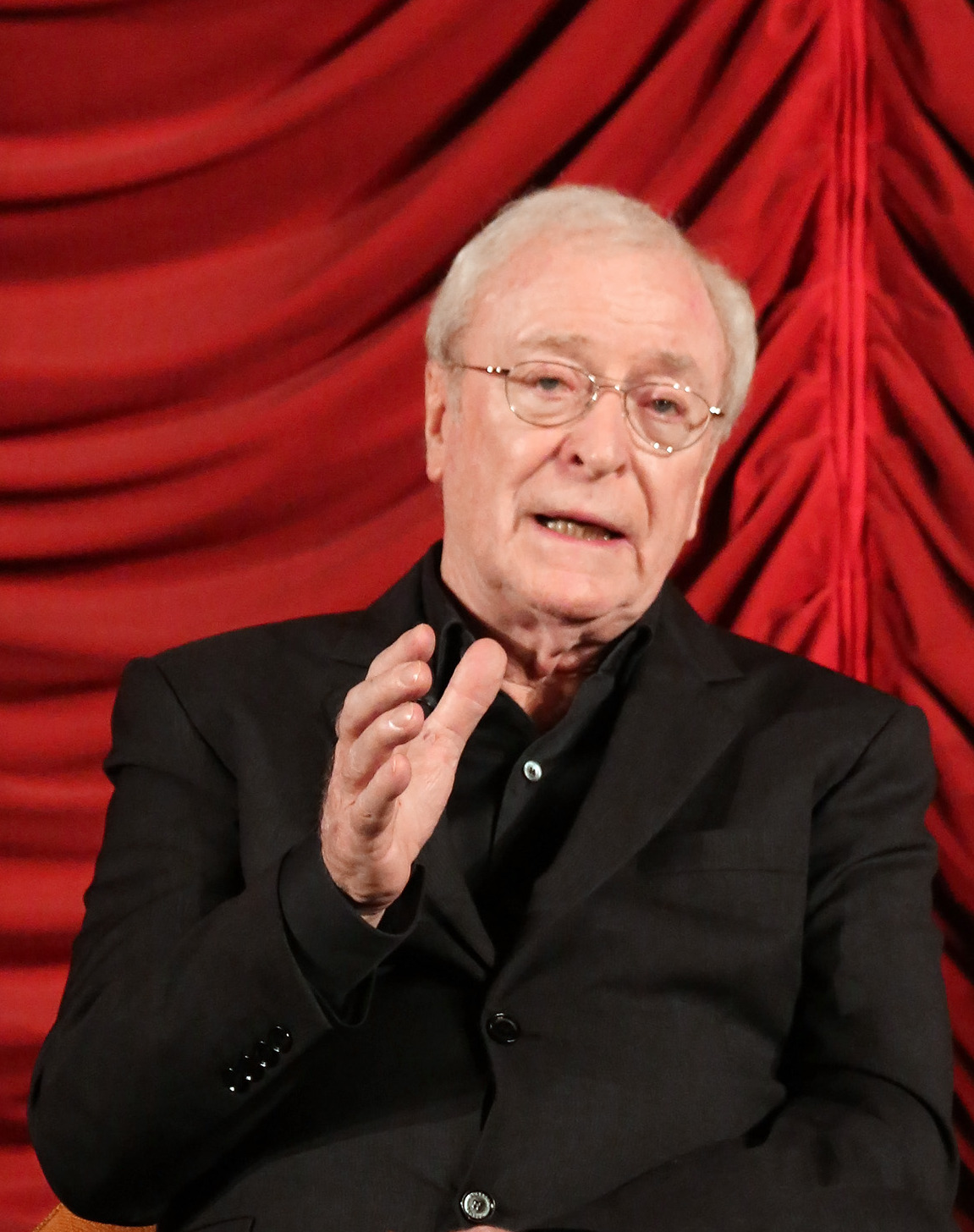
2012-ben

Michael Caine többszörösen Oscar-, BAFTA- és Golden Globe-díjas visszavonult angol színész, aki pályafutása során mintegy 130 filmben szerepelt.
Színészi tevékenységét az 1950-es években kezdte brit filmekben. Eleinte kisebb, gyakran a stáblistán sem feltüntetett szerepekben tűnt fel. Az 1960-as években jött el számára az áttörést jelentő szerep a Zulu (1964) című háborús filmben. Harry Palmer kémet formálta meg Az Ipcress ügyirat (1965), a Temetés Berlinben (1966) és az Egymilliárd dolláros agy (1967) című kémfilmekben. Az Alfie – Szívtelen szívtipró (1966) meghozta számára első Oscar-jelölését, de a díj elnyerésére még két évtizedet várnia kellett. 1969-ben játszott Az olasz meló és Az angliai csata című művekben.
Az 1972-es A mesterdetektív című filmmel ismét Oscar-jelölést kapott, a díjat végül az 1986-os Hannah és nővéreivel vehette át. Sikeresnek bizonyult Rita többet akar – Szebb dalt énekelni című 1983-as vígjátéka is, mellyel BAFTA- és Golden Globe-díjat nyert. 1999-ben újabb Oscart ítéltek oda neki az Árvák hercege könyvadaptáció férfi mellékszereplőjeként.
Az idősödő színész Christopher Nolan brit–amerikai rendező filmjeivel újította meg népszerűségét. Játszott Nolan A sötét lovag-trilógiájában (2005–2012), továbbá A tökéletes trükk (2006), az Eredet (2010), a Csillagok között (2014), a Dunkirk (2017) és a Tenet (2020) című rendezéseiben.
Magyar hangját leggyakrabban Fülöp Zsigmond és Ujréti László kölcsönözte.

## Filmográfia

### Film
| Év   | Magyar cím                                  | Eredeti cím                        | Szerep                             | Magyar hang            | Rendező                     | Ref.  |
| ---- | ------------------------------------------- | ---------------------------------- | ---------------------------------- | ---------------------- | --------------------------- | ----- |
| 1950 |                                             | Morning Departure                  | teásfiú                            |                        | Roy Ward Baker              |       |
| 1956 |                                             | Sailor Beware!                     | tengerész                          |                        | Gordon Parry                |       |
| 1956 |                                             | A Hill in Korea                    | Lockyer közlegény                  |                        | Julian Amyes                |       |
| 1957 |                                             | The Steel Bayonet                  | Caine                              |                        | Michael Carreras            |       |
| 1957 |                                             | How to Murder a Rich Uncle         | Gilrony                            |                        | Nigel Patrick               | [ 4 ] |
| 1958 |                                             | A Woman of Mystery                 | statiszta                          |                        | Ernest Morris               |       |
| 1958 |                                             | Carve Her Name with Pride          | szomjas rab a vonaton              |                        | Lewis Gilbert (1.)          |       |
| 1958 |                                             | The Key                            | tengerész                          |                        | Carol Reed                  |       |
| 1958 |                                             | Blind Spot                         | Johnny Brent                       |                        | Peter Maxwell               |       |
| 1958 |                                             | The Two-Headed Spy                 | Gestapo ügynök                     |                        | Tóth Endre (1.)             | [ 4 ] |
| 1958 |                                             | Passport to Shame                  | vőlegény                           |                        | Alvin Rakoff                |       |
| 1959 |                                             | Danger Within                      | rab                                |                        | Don Chaffey                 |       |
| 1960 |                                             | Foxhole in Cairo                   | Weber                              |                        | John Llewellyn Moxey        |       |
| 1960 | Matróz a rakétában                          | The Bulldog Breed                  | matróz                             |                        | Robert Asher                |       |
| 1961 | A nap, amikor a Föld lángra lobbant         | The Day the Earth Caught Fire      | rendőr                             |                        | Val Guest                   |       |
| 1962 |                                             | Solo for Sparrow                   | Paddy Mooney                       |                        | Gordon Flemyng              |       |
| 1963 | A törvény balkeze                           | The Wrong Arm of the Law           | férfi a rendőrségen                |                        | Cliff Owen                  |       |
| 1964 | Zulu                                        | Zulu                               | Gonville Bromhead hadnagy          | Király Attila          | Cy Endfield                 |       |
| 1965 | Az Ipcress ügyirat                          | The Ipcress File                   | Harry Palmer                       | Borbély László         | Sidney J. Furie             |       |
| 1965 | Az Ipcress ügyirat                          | The Ipcress File                   | Harry Palmer                       | Ujréti László          | Sidney J. Furie             |       |
| 1966 | Alfie – Szívtelen szívtipró                 | Alfie                              | Alfie Elkins                       | Rátóti Zoltán          | Lewis Gilbert (2.)          |       |
| 1966 | Elcserélt küldemények                       | The Wrong Box                      | Michael Finsbury                   | Ujréti László          | Bryan Forbes (1.)           |       |
| 1966 | A gyalogáldozat                             | Gambit                             | Harry Tristan Dean                 | Sinkovits-Vitay András | Ronald Neame                | [ 4 ] |
| 1966 | Temetés Berlinben                           | Funeral in Berlin                  | Harry Palmer                       | Kőszegi Ákos           | Guy Hamilton (1.)           |       |
| 1967 | Vihar délen                                 | Hurry Sundown                      | Henry Warren                       |                        | Otto Preminger              | [ 4 ] |
| 1967 | A nő hétszer (Show-szegmens)                | Woman Times Seven                  | jóképű idegen                      | nem szólal meg         | Vittorio De Sica            | [ 4 ] |
| 1967 | Egymilliárd dolláros agy                    | Billion Dollar Brain               | Harry Palmer                       | Ujréti László          | Ken Russell                 |       |
| 1967 | Egymilliárd dolláros agy                    | Billion Dollar Brain               | Harry Palmer                       | Tarján Péter           | Ken Russell                 |       |
| 1968 |                                             | Deadfall                           | Henry Stuart Clarke                |                        | Bryan Forbes (2.)           |       |
| 1968 |                                             | The Magus                          | Nicholas Urfe                      |                        | Guy Green                   |       |
| 1969 | Az olasz meló                               | The Italian Job                    | Charlie Croker                     | Kőszegi Ákos           | Peter Collinson             |       |
| 1969 | Piszkos játék                               | Play Dirty                         | Douglas kapitány                   | Bede-Fazekas Szabolcs  | Tóth Endre (2.)             |       |
| 1969 | Piszkos játék                               | Play Dirty                         | Douglas kapitány                   | Háda János             | Tóth Endre (2.)             |       |
| 1969 | Az angliai csata                            | Battle of Britain                  | Canfield repülőőrnagy              | Sörös Sándor           | Guy Hamilton (2.)           |       |
| 1970 | Megsemmisítését elrendelem                  | Too Late the Hero'                 | Tosh Hearne közlegény              | Kárpáti Tibor          | Robert Aldrich              | [ 4 ] |
| 1970 | Az utolsó völgy                             | The Last Valley                    | kapitány                           | Sinkó László           | James Clavell               | [ 4 ] |
| 1970 | Az utolsó völgy                             | The Last Valley                    | kapitány                           | Berzsenyi Zoltán       | James Clavell               | [ 4 ] |
| 1970 |                                             | Simon, Simon (rövidfilm)           | önmaga                             |                        | Graham Stark                |       |
| 1971 | Öld meg Cartert!                            | Get Carter                         | Jack Carter                        | Fülöp Zsigmond         | Mike Hodges (1.)            |       |
| 1971 | Emberrablók                                 | Kidnapped                          | Alan Breck                         |                        | Delbert Mann                |       |
| 1972 | X Y és Zee                                  | Zee and Co.                        | Robert Blakeley                    | Stohl András           | Brian G. Hutton             | [ 4 ] |
| 1972 | Máltát látni és meghalni                    | Pulp                               | Mickey King                        |                        | Mike Hodges (2.)            | [ 4 ] |
| 1972 | A mesterdetektív                            | Sleuth                             | Milo Tindle                        | Mécs Károly            | Joseph L. Mankiewicz        | [ 4 ] |
| 1972 | A mesterdetektív                            | Sleuth                             | Milo Tindle                        | Viczián Ottó           | Joseph L. Mankiewicz        | [ 4 ] |
| 1974 |                                             | The Black Windmill                 | John Tarrant őrnagy                |                        | Don Siegel                  | [ 4 ] |
| 1974 | A marseille-i szerződés                     | The Marseille Contract             | John Deray                         | Fülöp Zsigmond         | Robert Parrish              |       |
| 1975 | A Wilby összeesküvés                        | The Wilby Conspiracy               | Jim Keogh                          | Kautzky Armand         | Ralph Nelson                | [ 4 ] |
| 1975 | Egy romantikus angol nő                     | The Romantic Englishwoman          | Lewis Fielding                     | Sinkó László           | Joseph Losey                |       |
| 1975 | Aki király akart lenni                      | The Man Who Would Be King          | Peachy Carnehan                    | Ujréti László          | John Huston (1.)            | [ 4 ] |
| 1976 |                                             | Peeper                             | Leslie C. Tucker                   |                        | Peter Hyams                 | [ 4 ] |
| 1976 | Harry és Walter New Yorkba megy             | Harry and Walter Go to New York    | Adam Worth                         | Ujréti László          | Mark Rydell                 | [ 4 ] |
| 1976 | A sas leszállt                              | The Eagle Has Landed               | Kurt Steiner ezredes               | Kozák András           | John Sturges                |       |
| 1976 | A sas leszállt                              | The Eagle Has Landed               | Kurt Steiner ezredes               | Helyey László          | John Sturges                |       |
| 1977 | A híd túl messze van                        | A Bridge Too Far                   | Joe Vandeleur ezredes              | Tomanek Gábor          | Richard Attenborough        | [ 4 ] |
| 1977 | A híd túl messze van                        | A Bridge Too Far                   | Joe Vandeleur ezredes              | Sörös Sándor           | Richard Attenborough        | [ 4 ] |
| 1977 | A híd túl messze van                        | A Bridge Too Far                   | Joe Vandeleur ezredes              | Medgyesfalvy Sándor    | Richard Attenborough        | [ 4 ] |
| 1978 | Az ezüst rejtélye                           | Silver Bears                       | Doc Fletcher                       | Fazekas István         | Ivan Passer                 | [ 4 ] |
| 1978 | Rajzás                                      | The Swarm                          | Dr. Bradford Crane                 | Fülöp Zsigmond         | Irwin Allen (1.)            | [ 4 ] |
| 1978 | Kaliforniai lakosztály                      | California Suite                   | Sidney Cochran                     | Márkus László          | Herbert Ross                | [ 4 ] |
| 1979 | Ashanti                                     | Ashanti                            | Dr. David Linderby                 | Ujréti László          | Richard Fleischer           |       |
| 1979 | A Poszeidon kaland                          | Beyond the Poseidon Adventure      | Mike Turner kapitány               | Helyey László          | Irwin Allen (2.)            |       |
| 1980 | Gyilkossághoz öltözve                       | Dressed to Kill                    | Dr. Robert Elliott                 | Ujréti László          | Brian De Palma              | [ 4 ] |
| 1980 | Gyilkossághoz öltözve                       | Dressed to Kill                    | Dr. Robert Elliott                 | Ujréti László          | Brian De Palma              | [ 4 ] |
| 1980 | Gyilkossághoz öltözve                       | Dressed to Kill                    | Dr. Robert Elliott                 | Barbinek Péter         | Brian De Palma              | [ 4 ] |
| 1980 | Rémségek szigete                            | The Island                         | Blair Maynard                      | Háda János             | Michael Ritchie             | [ 4 ] |
| 1981 | A kéz                                       | The Hand                           | Jonathan Lansdale                  | Helyey László          | Oliver Stone                | [ 4 ] |
| 1981 | Menekülés a győzelembe                      | Escape to Victory                  | John Colby százados                | Balázsi Gyula          | John Huston (2.)            |       |
| 1981 | Menekülés a győzelembe                      | Escape to Victory                  | John Colby százados                | Helyey László          | John Huston (2.)            |       |
| 1982 | Halálcsapda                                 | Deathtrap                          | Sidney Bruhl                       | Fülöp Zsigmond         | Sidney Lumet                | [ 4 ] |
| 1983 | Rita többet akar – Szebb dalt énekelni      | Educating Rita                     | Dr. Frank Bryant                   | Fülöp Zsigmond         | Lewis Gilbert (3.)          |       |
| 1983 | Rita többet akar – Szebb dalt énekelni      | Educating Rita                     | Dr. Frank Bryant                   | Barbinek Péter         | Lewis Gilbert (3.)          |       |
| 1983 | Tiszteletbeli konzul                        | The Honorary Consul                | Charley Fortnum konzul             | Reviczky Gábor         | John Mackenzie (1.)         |       |
| 1983 | A hazárdőr                                  | The Jigsaw Man                     | Philip Kimberly / Sergei Kuzminsky | Tordy Géza             | Terence Young               |       |
| 1983 | Az élet értelme                             | Monty Python's The Meaning of Life | katona                             |                        | Terry Jones                 |       |
| 1984 | Riói románc                                 | Blame It on Rio                    | Matthew Hollins                    | Barbinek Péter         | Stanley Donen               | [ 4 ] |
| 1984 | Riói románc                                 | Blame It on Rio                    | Matthew Hollins                    | Balázsi Gyula          | Stanley Donen               | [ 4 ] |
| 1985 | A víz mindent visz                          | Water                              | Baxter Thwaites kormányzó          | Bede-Fazekas Szabolcs  | Dick Clement                |       |
| 1985 | A Holcroft szövetség                        | The Holcroft Covenant              | Noel Holcroft                      | Berzsenyi Zoltán       | John Frankenheimer          |       |
| 1985 | A Holcroft szövetség                        | The Holcroft Covenant              | Noel Holcroft                      | Barbinek Péter         | John Frankenheimer          |       |
| 1985 | A Holcroft szövetség                        | The Holcroft Covenant              | Noel Holcroft                      | Dörner György          | John Frankenheimer          |       |
| 1986 | Hannah és nővérei                           | Hannah and Her Sisters             | Elliot                             | Ujréti László          | Woody Allen                 | [ 4 ] |
| 1986 | Édes szabadság                              | Sweet Liberty                      | Elliott James                      | Szakácsi Sándor        | Alan Alda                   | [ 4 ] |
| 1986 | Mona Lisa                                   | Mona Lisa                          | Mortwell                           | Fülöp Zsigmond         | Neil Jordan                 |       |
| 1986 | Mona Lisa                                   | Mona Lisa                          | Mortwell                           | Ujréti László          | Neil Jordan                 |       |
| 1986 | Diplomás örömlány                           | Half Moon Street                   | Lord Sam Bulbeck                   | Sinkó László           | Bob Swaim                   | [ 4 ] |
| 1986 | Titkos világ                                | The Whistle Blower                 | Frank Jones                        | Fülöp Zsigmond         | Simon Langton               |       |
| 1987 | A negyedik záradék                          | The Fourth Protocol                | John Preston                       | Ujréti László          | John Mackenzie (2.)         |       |
| 1987 | Cápa 4. – A cápa bosszúja                   | Jaws: The Revenge                  | Hoagie Newcombe                    |                        | Joseph Sargent              | [ 4 ] |
| 1987 | Add meg magad                               | Surrender                          | Sean Stein                         | Beregi Péter           | Jerry Belson                | [ 4 ] |
| 1987 | Add meg magad                               | Surrender                          | Sean Stein                         | Csernák János          | Jerry Belson                | [ 4 ] |
| 1988 | Sherlock és én                              | Without a Clue                     | Sherlock Holmes / Reginald Kincaid | Fülöp Zsigmond         | Thom Eberhardt              | [ 4 ] |
| 1988 | Sherlock és én                              | Without a Clue                     | Sherlock Holmes / Reginald Kincaid | Sebestyén András       | Thom Eberhardt              | [ 4 ] |
| 1988 | A Riviéra vadorzói                          | Dirty Rotten Scoundrels            | Lawrence Jamieson                  | Makay Sándor           | Frank Oz                    | [ 4 ] |
| 1990 | Gyilkosságok varázsszóra                    | A Shock to the System              | Graham Marshall                    | Fülöp Zsigmond         | Jan Egleson                 | [ 4 ] |
| 1990 | Gyilkosságok varázsszóra                    | A Shock to the System              | Graham Marshall                    | Ujréti László          | Jan Egleson                 | [ 4 ] |
| 1990 | Mr. Végzet                                  | Mr. Destiny                        | Mike / Mr. Destiny                 | Fülöp Zsigmond         | James Orr                   | [ 4 ] |
| 1990 | Mr. Végzet                                  | Mr. Destiny                        | Mike / Mr. Destiny                 | Csankó Zoltán          | James Orr                   | [ 4 ] |
| 1990 | Telitalálat!                                | Bullseye!                          | Sidney Lipton / Dr. Hicklar        | Sztankay István        | Michael Winner              |       |
| 1990 | Telitalálat!                                | Bullseye!                          | Sidney Lipton / Dr. Hicklar        | Koroknay Géza          | Michael Winner              |       |
| 1992 | Függöny fel!                                | Noises Off                         | Lloyd Fellowes                     | Beregi Péter           | Peter Bogdanovich           | [ 4 ] |
| 1992 | Blue Ice – Kék jég                          | Blue Ice                           | Harry Anders                       | Szersén Gyula          | Russell Mulcahy             |       |
| 1992 | Muppeték karácsonyi éneke                   | The Muppet Christmas Carol         | Ebenezer Scrooge                   | Barbinek Péter         | Brian Henson                | [ 4 ] |
| 1992 | Muppeték karácsonyi éneke                   | The Muppet Christmas Carol         | Ebenezer Scrooge                   | Ujréti László          | Brian Henson                | [ 4 ] |
| 1994 | Lángoló jég                                 | On Deadly Ground                   | Michael Jennings                   | Fülöp Zsigmond         | Steven Seagal               | [ 4 ] |
| 1996 | A nyakék nyomában                           | Blood and Wine                     | Victor 'Vic' Spansky               | Tordy Géza             | Bob Rafelson                | [ 4 ] |
| 1998 | Mint az árnyék                              | Shadow Run                         | Haskell                            |                        | Geoffrey Reeve              |       |
| 1998 | Szellemtanya                                | Curtain Call                       | Max Gale                           | Fülöp Zsigmond         | Peter Yates                 |       |
| 1998 | Little Voice                                | Little Voice                       | Ray Say                            | Ujréti László          | Mark Herman                 |       |
| 1999 | Árvák hercege                               | The Cider House Rules              | Dr. Wilbur Larch                   | Végvári Tamás          | Lasse Hallström             | [ 4 ] |
| 1999 |                                             | The Debtors                        | függő                              |                        | Evi Quaid                   |       |
| 2000 | Sade márki játékai                          | Quills                             | Dr. Royer-Collard                  | Fodor Tamás            | Philip Kaufman              | [ 4 ] |
| 2000 | Bokszkirály                                 | Shiner                             | Billy 'Shiner' Simpson             |                        | John Irvin                  |       |
| 2000 | Get Carter                                  | Get Carter                         | Cliff Brumby                       | Kertész Péter          | Stephen Kay                 |       |
| 2000 | Get Carter                                  | Get Carter                         | Cliff Brumby                       | Szersén Gyula          | Stephen Kay                 |       |
| 2000 | Get Carter                                  | Get Carter                         | Cliff Brumby                       | Barbinek Péter         | Stephen Kay                 |       |
| 2000 | Beépített szépség                           | Miss Congeniality                  | Victor Melling                     | Fülöp Zsigmond         | Donald Petrie               | [ 4 ] |
| 2001 | Végakarat                                   | Last Orders                        | Jack                               | Ujréti László          | Fred Schepisi               |       |
| 2002 | Austin Powers – Aranyszerszám               | Austin Powers in Goldmember        | Nigel Powers                       | Fülöp Zsigmond         | Jay Roach                   |       |
| 2002 | A csendes amerikai                          | The Quiet American                 | Thomas Fowler                      | Bitskey Tibor          | Phillip Noyce               | [ 4 ] |
| 2003 | Futóhomok                                   | Quicksand                          | Jake Mellows                       | Fülöp Zsigmond         | John Mackenzie (3.)         |       |
| 2003 | A nagy alakítás                             | The Actors                         | O'Malley                           | Ujréti László          | Conor McPherson             |       |
| 2003 | Leharcolt oroszlánok                        | Secondhand Lions                   | Garth                              | Fülöp Zsigmond         | Tim McCanlies               | [ 4 ] |
| 2003 | Az ítélet                                   | The Statement                      | Pierre Brossard                    | Bitskey Tibor          | Norman Jewison              | [ 4 ] |
| 2004 | A kanyaron túl                              | Around the Bend                    | Henry Lair                         |                        | Jordan Roberts              | [ 4 ] |
| 2005 | Batman: Kezdődik!                           | Batman Begins                      | Alfred Pennyworth                  | Fülöp Zsigmond         | Christopher Nolan (1.)      | [ 4 ] |
| 2005 | Földre szállt boszorkány                    | Bewitched                          | Nigel Bigelow                      | Fülöp Zsigmond         | Nora Ephron                 | [ 4 ] |
| 2005 | Az időjós                                   | The Weather Man                    | Robert Spritzel                    | Fülöp Zsigmond         | Gore Verbinski              | [ 4 ] |
| 2006 | Az ember gyermeke                           | Children of Men                    | Jasper                             | Fülöp Zsigmond         | Alfonso Cuarón              | [ 4 ] |
| 2006 | A tökéletes trükk                           | The Prestige                       | John Cutter                        | Fülöp Zsigmond         | Christopher Nolan (2.)      | [ 4 ] |
| 2007 | Trükkös gyémántrablás                       | Flawless                           | Mr. Hobbs                          | Szersén Gyula          | Michael Radford             |       |
| 2007 | Mesterdetektív                              | Sleuth                             | Andrew Wyke                        | Fülöp Zsigmond         | Kenneth Branagh             | [ 4 ] |
| 2008 | A sötét lovag                               | The Dark Knight                    | Alfred Pennyworth                  | Fülöp Zsigmond         | Christopher Nolan (3.)      | [ 4 ] |
| 2008 | Van ott valaki?                             | Is Anybody There?                  | Clarence                           | Szersén Gyula          | John Crowley                | [ 4 ] |
| 2009 | Harry Brown                                 | Harry Brown                        | Harry Brown                        | Fülöp Zsigmond         | Daniel Barber               |       |
| 2010 | Eredet                                      | Inception                          | Stephen Miles professzor           | Fülöp Zsigmond         | Christopher Nolan (4.)      | [ 4 ] |
| 2011 | Gnómeó és Júlia                             | Gnomeo & Juliet                    | Lord Vérszem (hangja)              | Fülöp Zsigmond         | Kelly Asbury                | [ 4 ] |
| 2011 | Verdák 2.                                   | Cars 2                             | Flynn McKémbridge (hangja)         | Szersén Gyula          | John Lasseter               | [ 4 ] |
| 2012 | Utazás a rejtélyes szigetre                 | Journey 2: The Mysterious Island   | Alexander Anderson                 | Szersén Gyula          | Brad Peyton                 | [ 4 ] |
| 2012 | A sötét lovag – Felemelkedés                | The Dark Knight Rises              | Alfred Pennyworth                  | Fülöp Zsigmond         | Christopher Nolan (5.)      | [ 4 ] |
| 2013 | Szemfényvesztők                             | Now You See Me                     | Arthur Tressler                    | Fülöp Zsigmond         | Louis Leterrier             |       |
| 2013 | Mr. Morgan utolsó szerelme                  | Mr. Morgan's Last Love             | Matthew Morgan                     |                        | Sandra Nettelbeck           | [ 4 ] |
| 2014 | A Stonehearst Elmegyógyintézet              | Stonehearst Asylum                 | Dr. Benjamin Salt                  | Ujréti László          | Brad Anderson               | [ 4 ] |
| 2014 | Csillagok között                            | Interstellar                       | Brand professzor                   | Fülöp Zsigmond         | Christopher Nolan (6.)      | [ 4 ] |
| 2015 | Kingsman: A titkos szolgálat                | Kingsman: The Secret Service       | Arthur / Chester King              | Fodor Tamás            | Matthew Vaughn              |       |
| 2015 | Ifjúság                                     | Youth                              | Fred Ballinger                     | Fodor Tamás            | Paolo Sorrentino            |       |
| 2015 | Az utolsó boszorkányvadász                  | The Last Witch Hunter              | Dolan atya                         | Ujréti László          | Breck Eisner                | [ 4 ] |
| 2016 | Szemfényvesztők 2.                          | Now You See Me 2                   | Arthur Tressler                    | Ujréti László          | Jon M. Chu                  |       |
| 2017 | Vén rókák                                   | Going in Style                     | Joe Harding                        | Ujréti László          | Zach Braff                  |       |
| 2017 | Dunkirk                                     | Dunkirk                            | Fortis vezér (cameo hangja)        | Makranczi Zalán        | Christopher Nolan (7.)      |       |
| 2017 |                                             | My Generation (dokumentumfilm)     | önmaga                             |                        | David Batty                 |       |
| 2018 |                                             | Dear Dictator                      | Anton Vincent tábornok             |                        | Lisa Addario & Joe Syracuse |       |
| 2018 | Sherlock Gnomes                             | Sherlock Gnomes                    | Lord Vérszem (hangja)              | Harsányi Gábor         | John Stevenson              |       |
| 2018 | A tolvajok királya                          | King of Thieves                    | Brian Reader                       | Ujréti László          | James Marsh                 |       |
| 2020 | Jöjj velem                                  | Come Away                          | Charlie                            | Barbinek Péter         | Brenda Chapman              |       |
| 2020 | Négy gyerek és az izé                       | Four Kids and It                   | Psammead (hangja)                  | Csuha Lajos            | Andy De Emmony              |       |
| 2020 | Tenet                                       | Tenet                              | Sir Michael Crosby                 | Ujréti László          | Christopher Nolan (8.)      |       |
| 2021 |                                             | Twist                              | Fagin                              |                        | Martin Owen                 |       |
| 2021 | Best Sellers: Hogyan készítsünk bestsellert | Best Sellers                       | Harris Shaw                        | Ujréti László          | Lina Roessler               |       |
| 2022 | Középkori hadvezér                          | Medieval                           | Lord Boresh                        | Ujréti László          | Petr Jákl                   |       |
| 2023 | A nagy menekülő                             | The Great Escaper                  | Bernard Jordan                     | Ujréti László          | Oliver Parker               |       |

### Televízió
| Év        | Magyar cím                          | Eredeti cím                                 | Szerep                               | Megjegyzések                                                                |
| --------- | ----------------------------------- | ------------------------------------------- | ------------------------------------ | --------------------------------------------------------------------------- |
| 1946      |                                     | Morning Departure                           | teázó fiú                            | tévéfilm                                                                    |
| 1956      |                                     | The Adventures of Sir Lancelot              | harmadik lovag                       | 1 epizód                                                                    |
| 1956–1958 |                                     | BBC Sunday Night Theatre                    | több szerep                          | 4 epizód                                                                    |
| 1957      |                                     | Blood Money                                 | harcos                               | tévéfilm                                                                    |
| 1957–1959 |                                     | Dixon of Dock Green                         | több szerep                          | 3 epizód                                                                    |
| 1958      |                                     | Navy Log                                    | katona                               | 1 epizód                                                                    |
| 1958      |                                     | The Vise                                    | Folsham                              | 1 epizód                                                                    |
| 1958–1959 |                                     | The Adventures of William Tell              | Max / Weinar őrmester                | 2 epizód                                                                    |
| 1960      |                                     | Deadline Midnight                           | Ted Drake                            | 1 epizód                                                                    |
| 1960      |                                     | No Wreath for the General                   | rendőr                               | 1 epizód                                                                    |
| 1961      |                                     | The Compartment                             | fiatal férfi                         | tévéfilm                                                                    |
| 1961      |                                     | Walk a Crooked Mile                         | rendőr                               | minisorozat                                                                 |
| 1961      |                                     | Armchair Theatre                            | kormányos                            | 1 epizód                                                                    |
| 1961      |                                     | The Younger Generation                      | Ray                                  | 1 epizód                                                                    |
| 1961–1964 |                                     | ITV Play of the Week                        | több szerep                          | 3 epizód                                                                    |
| 1962      |                                     | The Edgar Wallace Mystery Theatre           | Paddy Mooney                         | 1 epizód                                                                    |
| 1963      |                                     | First Night: Funny Noises with Their Mouths | Johnny / Reggie Downes               | 2 epizód                                                                    |
| 1964      |                                     | Hamlet                                      | Horatio                              | tévéfilm                                                                    |
| 1969      | A hazugság játékai                  | Male of the Species                         | Cornelius                            | - tévéfilm - magyar hangja: - Sztankay István                               |
| 1969      |                                     | ITV Saturday Night Theatre                  | Cornelius                            | 1 epizód                                                                    |
| 1988      | Hasfelmetsző Jack                   | Jack the Ripper                             | Frederick Abberline főfelügyelő      | - minisorozat (2 epizód) - magyar hangjai: - Helyey László - Barbinek Péter |
| 1990      | Jekyll és Hyde                      | Jekyll & Hyde                               | Dr. Henry Jekyll / Mr. Edward Hyde]] | - tévéfilm - magyar hangja: - Ujréti László                                 |
| 1994      |                                     | World War II: When Lions Roared             | Joszif Sztálin                       | tévéfilm                                                                    |
| 1995      | Pekingi kapcsolat                   | Bullet to Beijing                           | Harry Palmer                         | - tévéfilm - magyar hangja: - Ujréti László                                 |
| 1996      | Éjféli ügynök                       | Midnight in Saint Petersburg                | Harry Palmer                         | - tévéfilm - magyar hangja: - Ujréti László                                 |
| 1997      | Mandela és de Klerk                 | Mandela and de Klerk                        | F.W. de Klerk                        | tévéfilm                                                                    |
| 1997      | Nemo kapitány és a víz alatti város | 20,000 Leagues Under the Sea                | Nemo kapitány                        | - minisorozat (2 epizód) - magyar hangja: - Helyey László                   |
| 2003      |                                     | Freedom: A History of Us                    | több szereplő hangja                 | 6 epizód                                                                    |

## Fordítás
- Ez a szócikk részben vagy egészben  a   Michael Caine filmography című angol Wikipédia-szócikk fordításán alapul.  Az eredeti cikk szerkesztőit annak laptörténete sorolja fel. Ez a jelzés csupán a megfogalmazás eredetét és a szerzői jogokat jelzi, nem szolgál a cikkben szereplő információk forrásmegjelöléseként.